# Itureus
Els itureus eren un poble nòmada d'origen àrab o sirià, que vivia al territori de les tribus d'Israel, havent ocupat terres a les divisions de Rubén, Gad i Manassès, que els van sotmetre junt amb els hagarites. Amb el temps van tornar a ser independents i tot i que sotmesos pel rei David, van recuperar la llibertat. El 105 aC ocupaven probablement terres al nord de Galilea quan foren derrotats per Aristòbul I que va annexionar els seus dominis a Judea i els va convertir a la força a la religió jueva. Al 85 aC tornaven a ser independents sota el rei Ptolemeu I de Calcis. Va conservar el tron el 63 pagant una forta quantitat a Pompeu. El rei va morir el 40 aC el va succeir el seu fill Lisànies I, assassinat per Marc Antoni vers el 36 aC. Iturea va passar provisionalment a Síria; els itureus foren posats al cap de poc sota l'autoritat d'un cap àrab anomenat Zenodorus, que probablement va comprar el regne als romans, però a la seva mort vers el 20 aC [August] va concedir la regió a Herodes el Gran rei de Judea, el qual va morir el 4 aC. El seu fill Herodes Filip el va succeir com a tetrarca a Batanea, Iturea, Traconítida i Auranítida) mentre que Abilene fou donada a Lisànies II (possible fill de Lisànies I) el qual apareix vers el 15 dC governant aquest territori. A la mort d'Herodes Filip el 34 dC, els seus dominis d'Iturea i Traconitis foren donats per Cal·lígula al seu amic àrab Sohemus d'Iturea i l'Abilene fou afegida als dominis del seu amic Herodes I Agripa. Sohemus va morir al 49 dC i el seu regne fou afegit a la província romana de Síria. Després d'aquesta època ja no es torna a parlar dels itureus.